# Zeger III van Gent
Zeger III van Gent (11?? – 1227) was burggraaf van Gent van 1200-1227.
Zeger was getrouwd met Beatrix Van Houdain. Hij was ook heer van Bornem, bezat het goed Malpertuus te Destelbergen en had een woning in Wondelgem. Hij was vooral in naam de kasteelheer van de graaf van Vlaanderen, want de macht van de burggraven was tanende in die tijd ten gunste van de graaf van Vlaanderen. Graaf Boudewijn IX stierf in 1205 tijdens een Kruistocht, waarop Zeger, die veel rechten aan de graaf was kwijtgeraakt, zeggenschap over heel Vlaanderen verwierf gedurende de jaren van minderjarigheid van Boudewijn's dochter Johanna I. Hoewel Filips I van Namen de voogd was, dwong de koning van Frankrijk hem om de dochters van Boudewijn naar Parijs te laten komen voor hun opvoeding. De bedoeling was om haar te onttrekken aan de anti-Franse invloed van met name Filips. Zeger had daarentegen goede relaties met de Franse koning, die de facto de soeverein van de graaf van Vlaanderen was.
In 1212 huwde Johanna met Ferrand van Portugal en Zeger was bij het huwelijk aanwezig en steunde de nieuwe graaf. Spoedig echter viel Zeger in ongenade en moest hetzelfde jaar nog naar Frankrijk vluchten. In 1214 nam hij deel aan de Slag bij Bouvines, waar hij aan de Franse zijde vocht. Deze slag werd door de Fransen gewonnen. Uiteindelijk kon Zeger terugkeren naar Vlaanderen, kreeg zijn bezittingen terug, en vestigde zich op het kasteel te Sint Jansteen.

## Reinaert

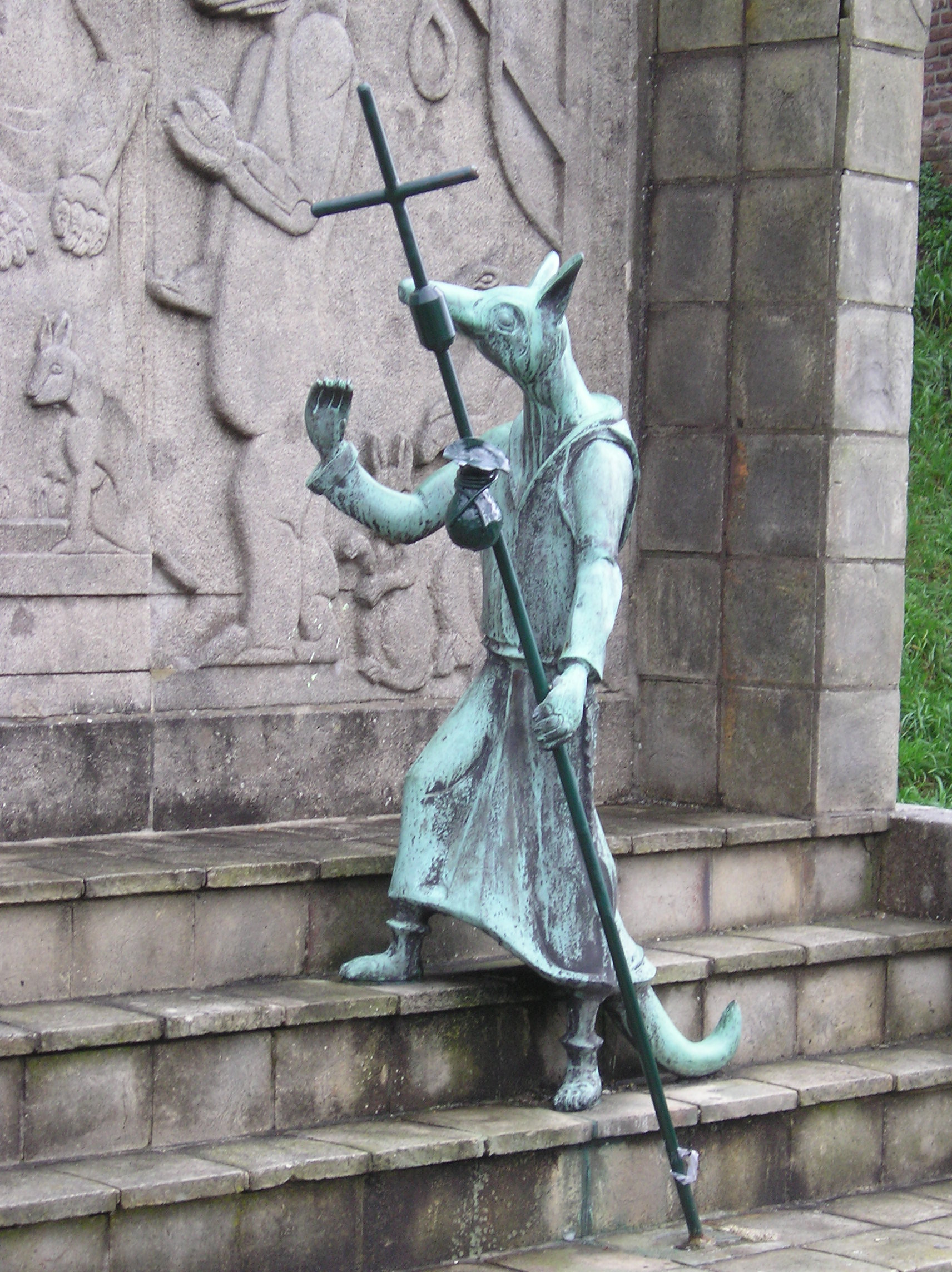
De vos Reynaerde

Priester Jozef De Wilde (1906-1993) publiceerde in 1989 zijn boek Van den vos Reynaerde ontsluierd. Hierin stelde hij dat in het epos Van den vos Reynaerde, geschreven tussen 1190 en 1215, waarschijnlijk de strijd wordt beschreven tussen de edelen en de graaf, waarbij de eersten hun bevoegdheden wensen te behouden en de graaf daarentegen uit is op centralisatie van de macht. Volgens deze interpretatie zou het epos geschreven zijn door ene Wilhelmus Physicus, die hofschrijver van Zeger was. Genoemde Zeger, die zijn positie slechts met uiterste geslepenheid kon handhaven, zou dan door de vos Reynaerde worden verbeeld, terwijl Filips van Namen model stond voor koning Nobel.